# (17080) 1999 HE9
A (17080) 1999 HE9 a Naprendszer kisbolygóövében található aszteroida. A LINEAR projekt keretében fedezték fel 1999. április 17-én.